# アルテリウイルス科
アルテリウイルス科（あるてりういるすか、Arteriviridae）とはウイルスの分類における1科。アルテリウイルス科はニドウイルス目(en)に属し、所属する属はアルテリウイルス属のみである。そのビリオンはエンベロープを有する球形粒子（45－60nm）であり、一本鎖プラスRNAをゲノムとする。ウイルスの増殖は細胞質内で行われ、小胞体やゴルジ装置から出芽する。

## 分類
- アルテリウイルス属
  - ウマ動脈炎ウイルス（英語版）
  - 乳酸脱水素酵素ウイルス（英語版）[1]
  - ブタ繁殖・呼吸障害症候群ウイルス（英語版）
  - サル出血熱ウイルス